# George Bunyard

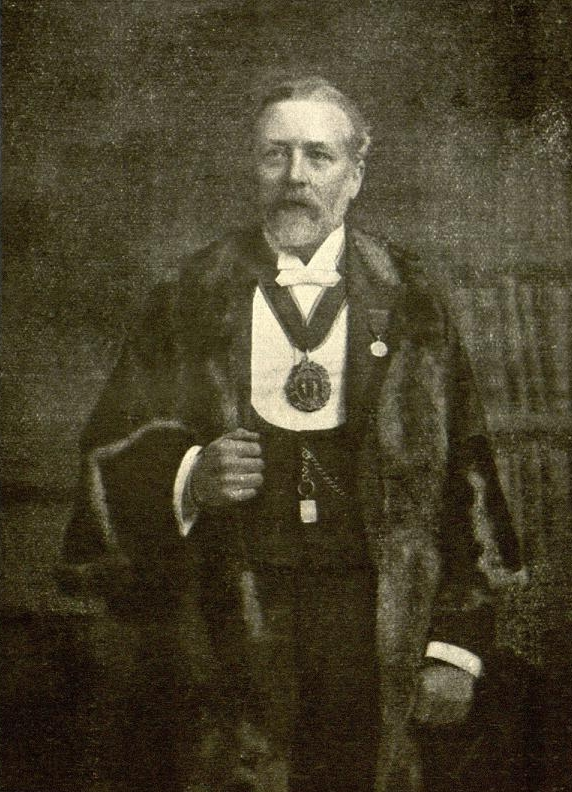

George Bunyard (* 5. Februar 1841 in Maidstone, England; † 22. Januar 1919) war ein britischer Gärtner, Pomologe und Geschäftsmann. Seine Söhne waren Edward Ashdown (1878–1939) und George Norman Bunyrad (1886–1969).
Bunyard begann seine Arbeit als Pflanzenhändler im Geschäft seines Vaters Thomas Bunyard (~1804–1880) im Jahr 1855, wo er sich mit Samen beschäftigte. Das Geschäft war damals ein rein lokal arbeitender Pflanzenhandel. Seit 1863 arbeitete George als offizieller Partner mit ihm Betrieb. Erst 1869 änderte sich die Lage, als Georges Vater den Betrieb ins nahe gelegene Allington umzog und auf 20 Acre (≈ 8 Hektar) Land neu gründete.
Die Bunyard Nurserys waren seiner Zeit einer der führenden Züchter von Pflanzen im Vereinigten Königreich und gewannen zahlreiche Preise bei Ausstellungen und Wettbewerben. Unter anderem belieferte der Betrieb die Royal Botanic Gardens in Kew. Zu den bekanntesten Sorten, die Bunyard einführte, gehören die Himbeere Superlative, und die Äpfel Allington Pippin, Lady Sudeley, Market Favourite, Gascoyne’s Scarlet, Hambling Seedling, Grenadier und Grahams Jubiläumsapfel. Mit seiner Frau Katherina Sophie Ashdown hatte er zwei Söhne.
Bei George Bunyards Tod hatte sich die Royal Nurseries auf 166 Acre (~67 Hektar) vergrößert. Seine Söhne Edward Ashdown und George Norman setzten das Geschäft fort. Insbesondere Edward Ashdown Bunyard tat sich dabei wie sein Vater auch als Autor und Organisator hervor. Später, 1960 wurde das Gelände der Baumschule allerdings an AkzoNobel verkauft, die es bis 2013 brach liegen ließen. Inzwischen entwickelte sich dort eine veritable Wildnis, die lokal als Bridge Nursery bekannt ist. Die Fläche ist für eine Bebauung vorgesehen, soll aber nach Meinung einiger Stadträte und Bürger aus Allington aus Naturschutzgründen nicht mehr bebaut werden.
Bunyard war auch in außerhalb seines eigenen Betriebs tätig. So leitete er die „Fruit Conference“ in Edinburgh 1886. Bunyard war 1890 die treibende Kraft hinter einer großen Fruchtausstellung in der Londoner Guildhall, wofür ihm die Worshipful Company of Fruiterers den Status eines Freeman of the City of London verlieh. 1896 wurde er Master der Worshipful Company. In der Royal Horticultural Society saß Bunyard zehn Jahre im Council der Organisation.
Als Autor schrieb Bunyard zunächst die Kataloge seines eigenen Unternehmens. Darüber hinaus veröffentlichte er auch Fruit Farming for Profit und The Fruit Garden, beteiligte sich am Century Book of Gardening, und schrieb Artikel im Gardeners’ Chronicle.
Für seine Lebensleistung als Züchter und Organisator verlieh ihm die Royal Horticultural Society die Victoria Medal of Honour. Er gehörte damit zur Gruppe der ersten 60 Ausgezeichneten, die diesen Orden gleichzeitig 1897 erhielten.